# Holger Thiele
Holger Thiele, född den 25 september 1878 i Köpenhamn, död den 5 juni 1946 i Alameda County i Kalifornien, var en dansk amerikansk astronom, son till Thorwald Nicolai Thiele.
Efter studier vid Köpenhamns universitet blev Thiele 1900 assistent vid observatoriet i Bamberg, 1901 vid observatoriet i Köpenhamn, 1909 vid observatoriet i Hamburg (Bergedorf) och slutligen 1917 vid Lick Observatory. 
Vid sidan av redogörelser för observationer av planeter och kometer, offentliggjorde i facktidskrifter, publicerade Thiele: Messung von Doppelsternen auf photographischem Wege (Kiel 1902) och Changes in photographic films found by measurement of double star photos (Kiel 1907).
Mellan 1914  och 1916 upptäckte han 4 asteroider.Den 10 november 1906 upptäckte han kometen 1906 VII och fick med anledning av detta Donohoemedaljen från Astronomical Society of the Pacific.

## Asteroider upptäckta av Holger Thiele
| 797 Montana    | 17 november 1914  |
| 843 Nicolaia   | 30 september 1916 |
| 1847 Stobbe    | 1 februari 1916   |
| 3229 Solnhofen | 9 augusti 1916    |